# Победа (линейный корабль, 1797)
«Победа» — парусный 66-пушечный линейный корабль Балтийского, а затем Черноморского флота Российской империи.

## Описание корабля
Один из 22 66-пушечных кораблей, являвшихся более совершенной модификацией кораблей типа «Слава России» и построенных на Соломбальской верфи в Архангельске. Длина корабля по сведениям из различных источников составляла от 48,77 до 48,8 метра, ширина — 13,5 метра, а осадка — 5,8 метра. Вооружение судна составляли 30-ти, 12-ти и 6-ти фунтовые пушки, а также 4 единорога.

## История службы
Корабль «Победа» был заложен 11 сентября 1795 года на Соломбальской верфи в Архангельске и после спуска на воду 26 мая 1797 года вошел в состав Балтийского флота. Строительство вёл корабельный мастер Г. Игнатьев.
Корабль принимал участие в войне с Францией 1798—1800 годов. 3 июля 1798 года был включён в эскадру контр-адмирала Е. Е. Тета, в составе которой вышел из Архангельска в Англию для совместных действий с английским флотом против Франции и Голландии и к 8 августа корабли эскадры прибыли на Норский рейд. С сентября 1798 по май 1799 года выходил в крейсерство в Северное море в составе эскадр.
2 июня 1799 года в составе эскадры вице-адмирала П. К. Карцова вышел из Портсмута в Средиземное море на усиление эскадры Ф. Ф. Ушакова. До Гибралтара русская эскадра конвоировала английские транспортные суда. 3 августа корабли эскадра прибыли в Палермо, где 22 августа вошли в состав эскадры Ф. Ф. Ушакова. 8 сентября объединенная эскадра прибыла в Неаполь. 
21 декабря эскадра покинула Неаполь и взяла курс на остров Мальта для высадки десанта. По прибытии в Мессину, был получен приказ императора Павла I о возвращении в Россию и 31 декабря 1799 года корабли вышли из Мессины и к 7 января 1800 года прибыли в Корфу.
С марта по июнь 1800 года «Победа» выходила в крейсерство в район островов Сицилия и Мальта в составе эскадры вице-адмирала П. К. Карцова. 2 июня судно вновь вернулось в Корфу, где вошло в состав с эскадры Ф. Ф. Ушакова. 6 июля объединенная эскадра под командованием Ф. Ф. Ушакова вышла из Корфу и 26 октября 1800 года прибыла в Севастополь, где «Победа» была переведёна в состав Черноморского флота.
Принимал участие в русско-турецкой войне 1806—1812 годов. 
8 апреля 1807 года в составе эскадры контр-адмирала С. А. Пустошкина вышел из Севастополя по направлению к Анапе. Но попав 11 апреля в сильный шторм и получив значительные повреждения, суда эскадры были вынуждены вернуться в Севастополь, где «Победа» была поставлена на ремонт и килевание. 
15 июня 1809 года корабль прибыл к Анапе в составе отряда капитан-лейтенанта А. И. Перхурова, где принял участие в бомбардировке крепости и высадке десанта, совместно с сухопутными войсками взявшего крепость. К 23 июня отряд вернулся в Севастополь.
С 30 июня по 26 июля 1810 года в составе эскадры контр-адмирала А. А. Сарычева выходил в крейсерство от Синопа до Варны на поиск турецких судов. С 9 по 26 августа в составе эскадры вновь выходил в крейсерство к Варне, где 17 августа судами эскадры были обнаружены турецкие суда, преследование которых успехом не увенчалось.
С 27 июня по 15 августа 1811 года в составе эскадры вице-адмирала P. P. Галла выходил в крейсерство в район между Варной и Босфором. В августе 1812 года принимал участие в переброске войск из Анапы в Севастополь. После чего находился в Севастопольском порту, где и был разобран после 1816 года.

## Командиры корабля
Командирами линейного корабля «Победа» в составе Российского императорского флота в разное время служили:
- К. Г. Михайловский (1798—1800 годы);
- П. М. Макшеев (1803 год);
- Н. Г. Сукшеев (1805 год);
- М. И. Ратманов (1807 год);
- П. Н. Драгопуло (1809—1810 годы);
- А. Э. Палеолог (1811—1816 годы).